# حزب غد
حزب الغد (حزب فردا) یک حزب سیاسی لیبرال سکولار مصری است که در سال ۲۰۰۴ میلادی، توسط ایمن نور بنیان‌گذاری شد.
از سال ۲۰۰۵ این حزب به دو شاخه رقیب یکی به رهبری ایمن نور و دیگری به رهبری موسی مصطفی موسی تقسیم شد. اختلاف این دو شاخه به دادگاه کشیده شد. سرانجام در سال ۲۰۱۱ میلادی، دادگاه به نفع شاخه موسی مصطفی رأی داد. پس از صدور رأی دادگاه، ایمن نور و طرفدارانش حزب جدیدی به نام «حزب غد الثوره» (حزب فردای انقلاب) را تشکیل دادند.
حزب الغد در جریان انقلاب ۲۰۱۱ مصر فعال بود.